# Трёхфазный выпрямитель
Трёхфазный выпрямитель — устройство, применяемое для получения постоянного тока из трёхфазного переменного тока системы Доливо-Добровольского.

Схемы трёхфазных выпрямителей Миткевича (слева) и Ларионова (справа)

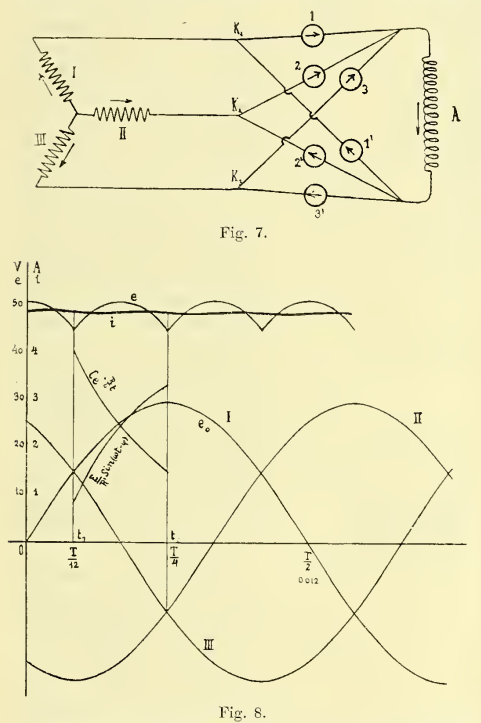
3-фазный выпрямитель в журнале Zeitschrift für Elektrotechnik 25 декабря 1898 года.

## История и классификация
Первая схема 3-фазного мостового выпрямителя приведена в журнале Zeitschrift fur Elektrotechnik (Organ des Elektrotechnischen Vereines in Wien) в номере за 25 декабря 1898 года . Наиболее распространены трёхфазный выпрямитель по схеме Миткевича В. Ф. (на трёх диодах), предложенный им в 1901 г., и трёхфазный выпрямитель по схеме Ларионова А. Н. (на шести диодах), предложенный им в 1924 году. В 1923 году в США также подаётся патент US1610837 A на трёхфазные выпрямители.
Менее известны трёхфазные выпрямители по схемам «три параллельных моста» (на двенадцати диодах), «три последовательных моста» (на двенадцати диодах) и др., которые по многим параметрам превосходят и схему Миткевича и схему Ларионова. При этом требуются диоды со средним током через один диод почти вдвое меньшим, чем в схеме Ларионова.
Выпрямитель Миткевича является четвертьмостовым параллельным, выпрямитель Ларионова является не полномостовым, как его часто считают, а полумостовым параллельным («три параллельных полумоста»). В зависимости от схемы включения трёхфазного трансформатора или трёхфазного генератора (звезда, треугольник) схема Ларионова имеет две разновидности: «звезда-Ларионов» и «треугольник-Ларионов», которые имеют разные напряжения, токи, внутренние сопротивления.
По схемам можно заметить, что схема Миткевича является неполной схемой Ларионова, а схема Ларионова является неполной схемой «три параллельных моста».
Из-за принципа обратимости электрических машин по этим же схемам строятся и преобразователи (инверторы).

### Трёхфазный выпрямитель «три четвертьмоста параллельно» (Миткевича В. Ф.)
Схема трёхфазного ртутного выпрямителя по схеме Миткевича приведена в.
«Частично трёхполупериодный с нулевым выводом».
Площадь под интегральной кривой равна:
{\displaystyle S=6\int \limits _{\pi /6}^{\pi /2}E_{\text{m}}\sin(\omega t)\,d(\omega t)=6{\frac {\sqrt {3}}{2}}E_{\text{m}}=3{\sqrt {3}}E_{\text{m}},}
где {\displaystyle E_{\text{m}}={\sqrt {2}}E_{\text{2eff}}} — максимальное (наибольшее) мгновенное значение ЭДС,
{\displaystyle E_{\text{2eff}}} — эффективное (действующее) значение ЭДС вторичной обмотки трансформатора или генератора.
Средняя ЭДС равна:
{\displaystyle E_{\text{sr}}={\frac {3{\sqrt {3}}E_{\text{m}}}{2\pi }}=0{,}83E_{\text{m}}=1{,}17E_{\text{2eff}}.}
На холостом ходу и близких к нему режимах ЭДС в ветви с наибольшей на данном отрезке периода ЭДС смещает в сторону запирания (закрывает) диоды в ветви с меньшей на данном отрезке периода ЭДС. Относительное эквивалентное активное сопротивление при этом равно сопротивлению одной ветви 3r. При увеличении нагрузки (уменьшении Rn) появляются и увеличиваются отрезки периода на которых обе ветви работают на одну нагрузку параллельно. Относительное эквивалентное внутреннее активное сопротивление на этих отрезках равно 3r/2. В режиме короткого замыкания эти отрезки максимальны, но полезная мощность в этом режиме равна нулю.
Отрицательные полупериоды в выпрямителе Миткевича не используются. Из-за этого выпрямитель Миткевича имеет очень низкий коэффициент использования габаритной мощности трансформатора и применяется при малых мощностях.
Частота пульсаций равна 3f, где f — частота сети.
Абсолютная амплитуда пульсаций равна {\displaystyle 0{,}5E_{\text{m}}}.
Относительная амплитуда пульсаций равна 0,5/0,83 = 0,6 (60 %).

### Трёхфазный выпрямитель «три полумоста параллельно, объединённые кольцом (треугольником)» («треугольник-Ларионова»)

Схема моста Ларионова с источником 3-х фазного напряжения в виде треугольника

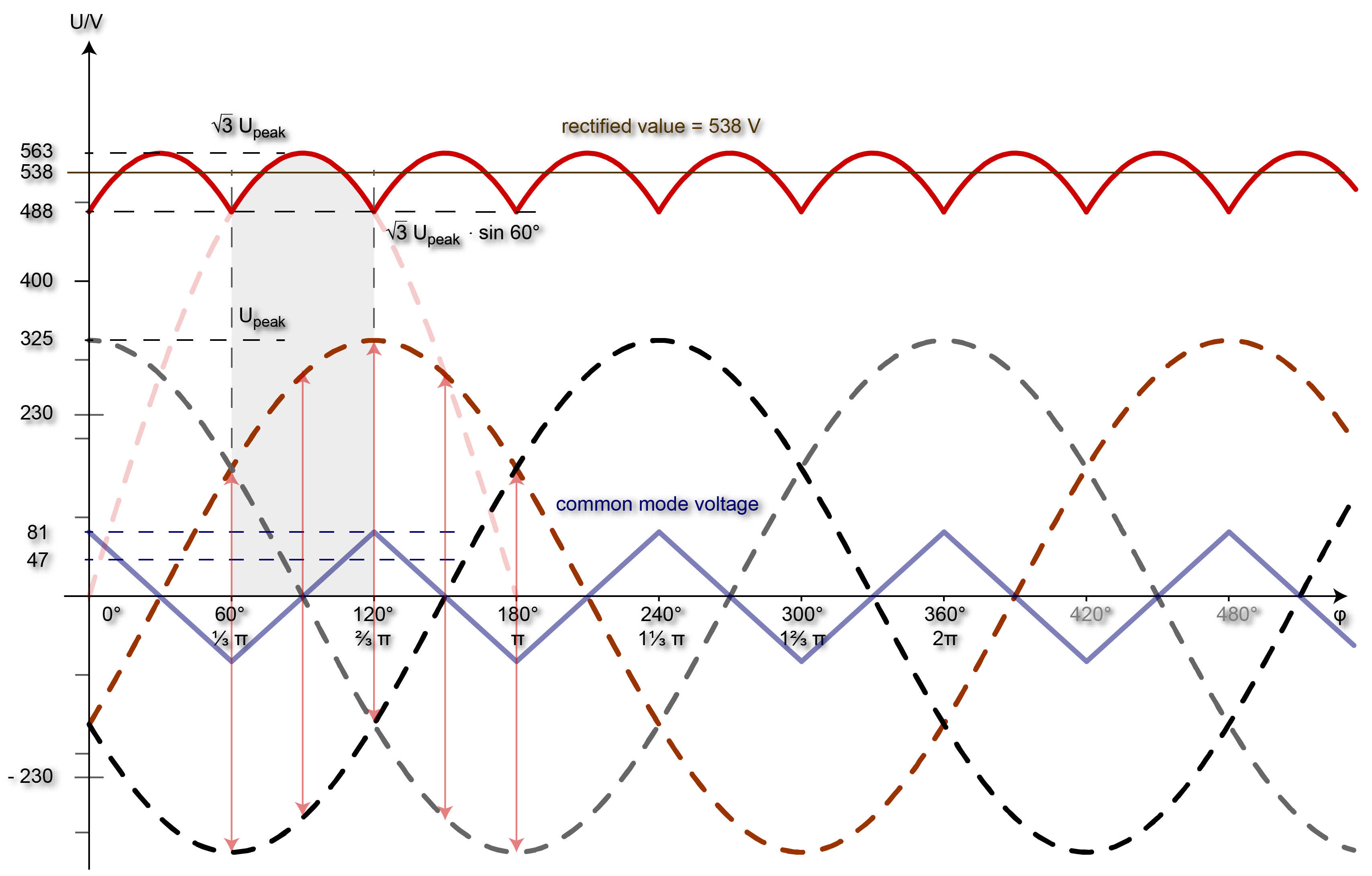
Вид ЭДС на входе (точками) и на выходе (сплошной).

В некоторой электротехнической литературе иногда не различают схемы «треугольник-Ларионов» и «звезда-Ларионов», которые имеют разные значения среднего выпрямленного напряжения, максимального тока, эквивалентного активного внутреннего сопротивления и др.
В выпрямителе «треугольник-Ларионов» потери в меди больше, чем в выпрямителе «звезда-Ларионов», поэтому на практике чаще применяется схема «звезда-Ларионов».
Кроме этого, выпрямители Ларионова А. Н. часто называют мостовыми, на самом деле они являются полумостовыми параллельными.
В некоторой литературе выпрямители Ларионова и подобные называют «полноволновыми» (англ. full wave), на самом деле полноволновыми являются выпрямитель «три последовательных моста» и подобные.
Площадь под интегральной кривой равна:
{\displaystyle S=12\int \limits _{\pi /3}^{\pi /2}E_{\text{m}}\sin(\omega t)\,d(\omega t)=12{\frac {1}{2}}E_{\text{m}}=6E_{\text{m}}.}
Средняя ЭДС равна:
{\displaystyle E_{\text{sr}}={\frac {6E_{\text{m}}}{2\pi }}={\frac {3E_{\text{m}}}{\pi }}=0{,}955E_{\text{m}}=1{,}35E_{\text{2eff}},}
то есть больше, чем в выпрямителе Миткевича.
В работе схемы «треугольник-Ларионов» есть два периода. Большой период равен 360° ({\displaystyle 2\pi }). Малый период равен 60° ({\displaystyle \pi /3}), и повторяется внутри большого 6 раз. Малый период состоит из двух малых полупериодов по 30° ({\displaystyle \pi /6}), которые зеркальносимметричны и поэтому достаточно разобрать работу схемы на одном малом полупериоде в 30°.
На холостом ходу и в режимах близких к нему ЭДС в ветви с наибольшей на данном отрезке периода обратносмещает (закрывает) диоды с меньшими на данном отрезке периода ЭДС.
В начальный момент ({\displaystyle \omega t=0}) ЭДС в одной из ветвей равна нулю, а ЭДС в двух других ветвях равны {\displaystyle 0{,}87E_{\text{m}}}, при этом открыты два верхних диода и один нижний диод. Эквивалентная схема представляет собой две параллельные ветви с одинаковыми ЭДС (0,87) и одинаковыми сопротивлениями по 3r каждое, эквивалентное сопротивление обеих ветвей равно 3r/2. Далее, на малом полупериоде, одна из двух ЭДС, равных 0,87, растёт до 1,0, другая уменьшается до 0,5, а третья растёт от 0,0 до 0,5. Один из двух открытых верхних диодов закрывается, и эквивалентная схема становится параллельным включением двух ветвей, в одной из которых бо́льшая ЭДС и её сопротивление равно 3r, в другой ветви образуется последовательное включение двух меньших ЭДС, и её сопротивление равно 2 × 3r = 6r, эквивалентное сопротивление обеих ветвей равно
{\displaystyle 3r\cdot 6r/(3r+6r)=18r^{2}/(9r)=2r.}
Частота пульсаций равна 6f, где f — частота сети.
Абсолютная амплитуда пульсаций равна:
{\displaystyle \left(1-{\tfrac {\sqrt {3}}{2}}\right)E_{\text{m}}=(1-0{,}87)E_{\text{m}}=0{,}13E_{\text{m}}.}
Относительная амплитуда пульсаций равна 0,13/0,95 = 0,14 (14 %).

### Трёхфазный выпрямитель «три полумоста параллельно, объединённые звездой» (звезда-Ларионова)
Выпрямитель звезда-Ларионов (шестипульсный) применяется в генераторах электроснабжения бортовой сети почти на всех средствах транспорта (автотракторных, водных, подводных, воздушных и др.). В электроприводе дизельэлектровозов и дизельэлектроходов почти вся мощность проходит через выпрямитель звезда-Ларионов.
Площадь под интегральной кривой равна:
{\displaystyle S=12(\int \limits _{\pi /3}^{\pi /2}E_{\text{m}}\sin(\omega t)\,d(\omega t)+\int \limits _{\pi /6}^{\pi /3}E_{\text{m}}\sin(\omega t)\,d(\omega t))=}
{\displaystyle =12{\frac {\sqrt {3}}{2}}E_{m}=6{\sqrt {3}}E_{\text{m}}}.
Средняя ЭДС равна: {\displaystyle E_{\text{sr}}={\frac {6{\sqrt {3}}E_{\text{m}}}{2\pi }}={\frac {3{\sqrt {3}}E_{\text{m}}}{\pi }}=1{,}65E_{\text{m}}=2{,}34E_{\text{2eff}}}, то есть в {\displaystyle {\sqrt {3}}} раз больше, чем в схемах «треугольник-Ларионов» и «три параллельных полных моста» и вдвое больше, чем в схеме Миткевича.
В этом выпрямителе есть большой период равный 360° и малый период, равный 60°. В большом периоде помещаются 6 малых периодов. Малый период в 60° состоит из двух зеркальносимметричных частей по 30°, поэтому для описания работы этой схемы достаточно разобрать её работу на одной части в 30° малого периода.
В начале малого периода ({\displaystyle \omega t=0}) ЭДС в одной из ветвей — фазы U1 равна нулю, а в двух других фазах U2 и U3 — по 0,87 × Emax. Эти две фазы U2 и U3 в данный, начальный момент времени {\displaystyle \omega t=0} включены последовательно. Эквивалентное внутреннее активное сопротивление при этом равно {\displaystyle 6r.} Далее, одна из ЭДС фаза U2 увеличивается от 0,87 — до 1,0, другая U3 уменьшается от 0,87 до 0,5, а третья фаза U1 растёт от 0,0 до 0,5 — где и пересекается на графике в точке {\displaystyle 0{,}5E_{max}} с фазой U3
— смотрите рисунок наглядного изменения фаз по ссылке https://upload.wikimedia.org/wikipedia/commons/5/5d/Spannungsverlauf_Dreiphasen-Wechselstrom.gif.
Эквивалентная схема при этом изменяется и представляет собой две последовательно включенные ветви, в одной из которых одна ЭДС и её сопротивление равно сопротивлению одной обмотки {\displaystyle 3r,} в другой две параллельно включенные ЭДС с сопротивлением {\displaystyle 3r} каждая, эквивалентное сопротивление двух параллельных ветвей равно {\displaystyle 3r/2.} Эквивалентное активное внутреннее сопротивление всей цепи равно {\displaystyle 3r/2+3r=9r/2=4{,}5r.}
В режимах близких к холостому ходу (при малых нагрузках) в параллельных ветвях ЭДС в ветви с большей ЭДС смещает в обратном направлении (закрывает) диод в ветви с меньшей ЭДС, при этом изменяется эквивалентная схема. При увеличении нагрузки появляются и увеличиваются отрезки периода на которых обе ветви работают на нагрузку параллельно. В режиме короткого замыкания отрезки параллельной работы увеличиваются до длины всего периода, но полезная мощность в этом режиме равна нулю.
Частота пульсаций равна {\displaystyle 6f,} где {\displaystyle f} — частота сети.
Абсолютная амплитуда пульсаций равна:
{\displaystyle ({\sqrt {3}}-1{,}5)E_{\text{m}}=(1{,}73-1{,}5)E_{\text{m}}=0{,}23E_{\text{m}}.}
Относительная амплитуда пульсаций равна 0,23/1,65 = 0,14 (14 %).

### Трёхфазный выпрямитель «три двухфазных двухчетвертьмостовых параллельных выпрямителейМиткевичапараллельно» (6 диодов)

Трёхфазный выпрямитель «шестифазный»

В литературе иногда называют «шестифазный» (см. немецкую страницу в Википедии de:Gleichrichter#Gleichrichter für Dreiphasenwechselstrom Sechspuls-Sternschaltung (M6): 6-Phasen-Gleichrichter mit Mittelpunktanzapfungen am Drehstromtransformator).
Является почти аналогом выпрямителя «три полных моста параллельно» и имеет почти такие же свойства, как и выпрямитель «три полных моста параллельно», но эквивалентное внутреннее активное сопротивление почти вдвое больше, число диодов вдвое меньше, средний ток через один диод почти вдвое больший.
Площадь под интегральной кривой равна:
{\displaystyle S=12\int \limits _{\pi /3}^{\pi /2}E_{\text{m}}\sin(\omega t)\,d(\omega t)=12{\frac {1}{2}}E_{\text{m}}=6E_{\text{m}}.}
Средняя ЭДС равна: {\displaystyle E_{\text{sr}}={\frac {6E_{m}}{2\pi }}={\frac {3E_{m}}{\pi }}=0{,}95E_{\text{m}}=1{,}35E_{\text{2eff}},} то есть такая же, как и в схеме «треугольник-Ларионов» и в {\displaystyle {\sqrt {3}}} раз меньше, чем в схеме «звезда-Ларионов».

### Трёхфазный выпрямитель «три двухфазных двухчетвертьмостовых параллельных выпрямителейМиткевичапоследовательно» (6 диодов)
Является почти аналогом выпрямителя «три полных моста последовательно» и имеет почти такие же свойства, но эквивалентное внутреннее активное сопротивление почти вдвое больше, число диодов вдвое меньше, средний ток через один диод почти вдвое больше.

### Трёхфазный выпрямитель «три полных моста параллельно» (12 диодов)

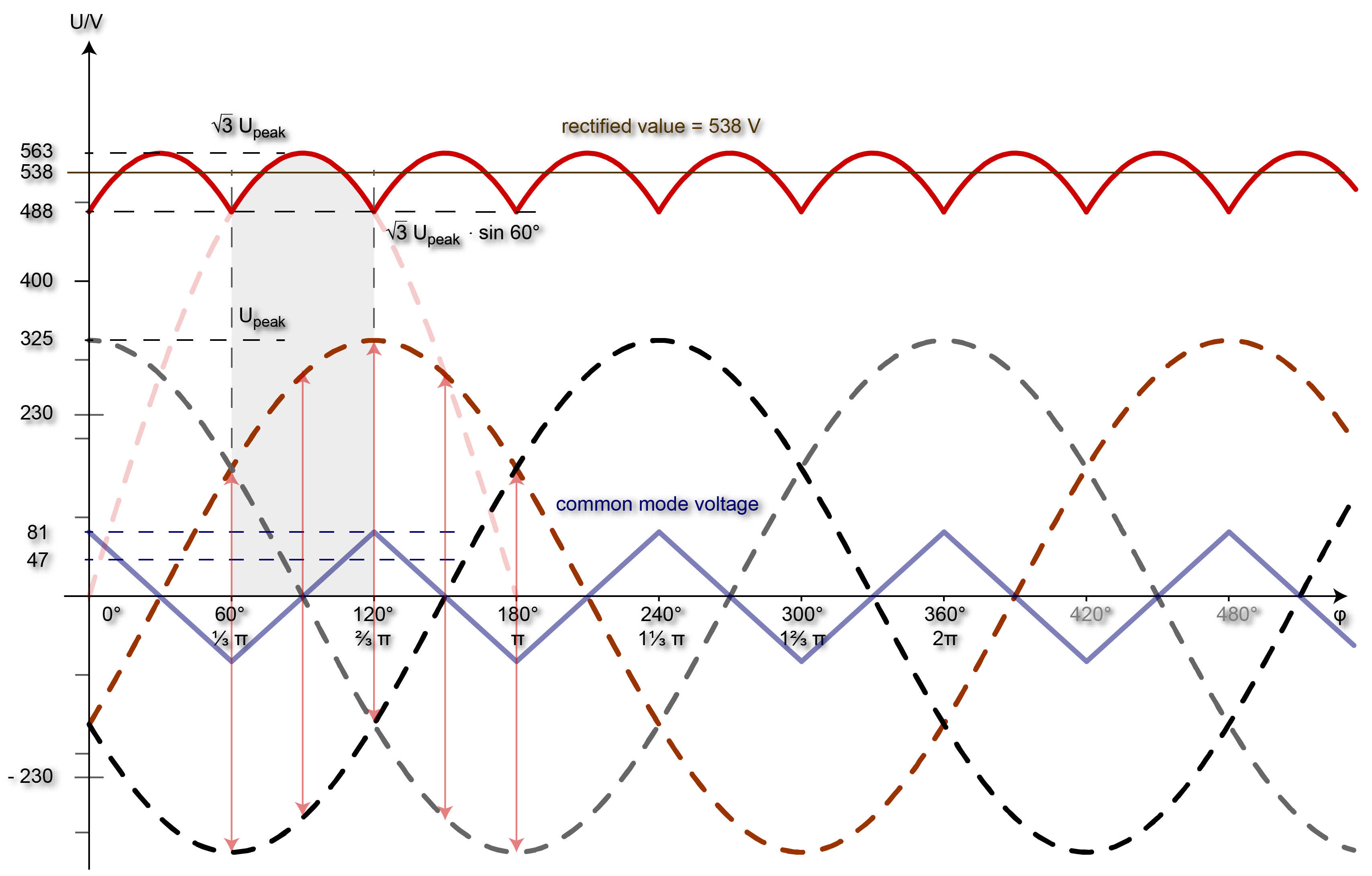
Вид ЭДС на входе (точками) и на выходе (сплошной).

Менее известны полномостовые трёхфазные выпрямители по схеме  «три последовательных моста» (на двенадцати диодах), и др., которые по многим параметрам превосходят выпрямитель Ларионова А. Н..
По схемам выпрямителей можно видеть, что выпрямитель Миткевича В. Ф. является «недостроенным» выпрямителем Ларионова А. Н., а выпрямитель Ларионова А. Н. является «недостроенным» выпрямителем «три параллельных моста».
Площадь под интегральной кривой равна:
{\displaystyle S=12\int \limits _{\pi /3}^{\pi /2}E_{\text{m}}\sin(\omega t)\,d(\omega t)=12{\frac {1}{2}}E_{\text{m}}=6E_{\text{m}}}.
Средняя ЭДС равна: {\displaystyle E_{\text{sr}}={\frac {6E_{m}}{2\pi }}={\frac {3E_{m}}{\pi }}=0{,}955E_{\text{m}}=1{,}35E_{\text{2eff}}}, то есть такая же, как и в схеме «треугольник-Ларионов» и в {\displaystyle {\sqrt {3}}} раз меньше, чем в схеме «звезда-Ларионов».
В режиме холостого хода ЭДС в мосту с наибольшей на данном отрезке большого периода ЭДС обратносмещает (закрывает) диоды в мостах с меньшими на данном отрезке большого периода ЭДС. Эквивалентное внутреннее активное сопротивление при этом равно активному сопротивлению одного моста (одной обмотки) 3r. При увеличении нагрузки (уменьшении Rn) появляются и увеличиваются отрезки периода на которых два моста работают на нагрузку параллельно, эквивалентное внутреннее активное сопротивление на этих отрезках периода при этом равно сопротивлению двух параллельных мостов 3r/2 = 1,5r. При дальнейшем увеличении нагрузки появляются и увеличиваются отрезки периода на которых все три моста работают на нагрузку параллельно, эквивалентное внутреннее активное сопротивление на этих отрезках периода равно сопротивлению трёх параллельных мостов r. В режиме короткого замыкания все три параллельных моста работают на нагрузку, но полезная мощность в этом режиме равна нулю. Из этого следует, что с учётом разницы величин ЭДС ({\displaystyle {\sqrt {3}}}), эквивалентное внутреннее активное сопротивление (и потери в меди) выпрямителя «три параллельных моста» получается меньше, чем в выпрямителе «звезда-Ларионов». Из-за меньшего эквивалентного внутреннего активного сопротивления в выпрямителе «три параллельных полных моста» нагрузочные характеристики этих двух выпрямителей получаются разными.
Выпрямитель «три параллельных моста» имеет большую надёжность, чем выпрямитель «звезда-Ларионов». При обрыве (выгорании) 5/6 диодов выпрямитель «звезда-Ларионов» становится полностью неработоспособным, а выпрямитель «три параллельных моста», в случае оставшихся диодов в противоположных плечах одного моста, ещё даёт около 1/6 от полной мощности, чего может хватить, чтобы «дотянуть» до ремонта.
В выпрямителе «три параллельных полных моста» средний ток через один диод почти вдвое меньше, чем в выпрямителе «звезда-Ларионов», а такие диоды дешевле и доступнее.
Недостатки
1. При очень малых токах нагрузки эквивалентное внутреннее активное сопротивление почти равно активному сопротивлению одной обмотки, то есть больше, чем в выпрямителе «треугольник-Ларионов».
  - Устранение недостатка. При очень малых токах нагрузки схему «три параллельных моста» можно переключать на схему «треугольник-Ларионов» переключателем с тремя замыкающими контактными группами.
2. Из-за четырёхпроводной трёхфазной сети выпрямитель «три параллельных моста» может работать только вблизи трансформатора, выпрямитель Ларионова — на удалении от трансформатора.
  - Устранение недостатка. Проводка шестипроводной линии электропередачи.

По свойствам этот выпрямитель ближе к источникам тока и может почти во всех устройствах заменить выпрямители «звезда-Ларионов» и «треугольник-Ларионов», (электропривод тепловозов, теплоходов, атомоходов, прокатных станов, буровых вышек, блоки питания мощных электролизёров, мощных радиопередатчиков, мощных радиолокаторов, мощных лазеров, электротранспорта постоянного тока, генераторы бортовой сети автотракторной и др. техники и в других устройствах), при этом уменьшается нагрев обмоток и сберегается около 4 % электроэнергии (топлива)).
Частота пульсаций равна 6f, где f — частота сети.
Абсолютная амплитуда пульсаций равна {\displaystyle \left(1-{\tfrac {\sqrt {3}}{2}}\right)E_{\text{m}}=(1-0{,}87)E_{\text{m}}=0{,}13E_{\text{m}}}.
Относительная амплитуда пульсаций равна 0,13/0,95 = 0,14 (14 %).

### Трёхфазный выпрямитель «три полных моста последовательно» (12 диодов)
Площадь под интегральной кривой равна:
{\displaystyle S=12\left[\int \limits _{0}^{\pi /6}E_{\text{m}}\sin(\omega t)\,d(\omega t)+\int \limits _{\pi /6}^{\pi /3}E_{\text{m}}\sin(\omega t)\,d(\omega t)+\int \limits _{\pi /3}^{\pi /2}E_{\text{m}}\sin(\omega t)\,d(\omega t)\right]=}
{\displaystyle =12\left(1-{\tfrac {\sqrt {3}}{2}}+{\tfrac {\sqrt {3}}{2}}-{\tfrac {1}{2}}+{\tfrac {1}{2}}\right)E_{\text{m}}=12E_{\text{m}}.}
Средняя ЭДС равна: {\displaystyle E_{\text{sr}}={\frac {12E_{\text{m}}}{2\pi }}={\frac {6E_{\text{m}}}{\pi }}=1{,}91E_{\text{m}}=2{,}7E_{\text{2eff}}}, то есть вдвое больше, чем в схеме «треугольник-Ларионов».
Относительное эквивалентное внутреннее активное сопротивление равно сопротивлению трёх последовательно включенных мостов с сопротивлением 3r каждый, то есть 9r.
Ток в нагрузке равен ????
Мощность в нагрузке равна ????
Частота пульсаций равна 6f, где f — частота сети.
Абсолютная амплитуда пульсаций равна {\displaystyle (2-{\sqrt {3}})E_{\text{m}}=(2-1{,}73)E_{\text{m}}=0{,}27E_{\text{m}}}.
Относительная амплитуда пульсаций равна 0,27/1,91 = 0,14 (14 %).
Этот выпрямитель имеет наибольшее эквивалентное внутреннее активное сопротивление и наибольшую среднюю ЭДС, по свойствам ближе к источнику напряжения и может найти применение в высоковольтных источниках напряжения (в установках электростатической очистки промышленных газов (электростатический фильтр) и др.).

### Двенадцатипульсовый статический трёхфазный выпрямитель
Представляет собой параллельное (или иногда последовательное) включение двух выпрямителей Ларионова со сдвигом фаз входных трёхфазных токов. При этом вдвое увеличивается число выпрямленных полупериодов по сравнению с обычным выпрямителем Ларионова из-за чего уменьшается относительная амплитуда пульсаций выпрямленного напряжения и вдвое увеличивается частота пульсаций выпрямленного напряжения, что также облегчает сглаживание выпрямленного напряжения.
Средняя выводная ЭДС выпрямителя параллельных мостов Ларионова со
сдвигом фаз питающих напряжений
{\displaystyle E_{\text{av}}\approx 0.989E_{\text{m}}}
где {\displaystyle E_{\text{m}}} — амплитуда напряжения, между точками присоединения фаз к входам одного из выпрямителей.
Последовательное соединение выпрямителей Ларионова со сдвигом фаз 30 градусов (один выпрямитель запитан от «звезды», другой — от «треугольника») обеспечивает среднюю постоянную ЭДС
{\displaystyle E_{\text{av}}=1.91E_{\text{m}}}
где {\displaystyle E_{\text{m}}} — амплитуда напряжения, между точками присоединения фаз к входам одного из выпрямителей.
Амплитуда пульсаций около 3,44 % средней выпрямленной ЭДС.

### Трёхфазные выпрямители «шесть мостов» (24 диода)

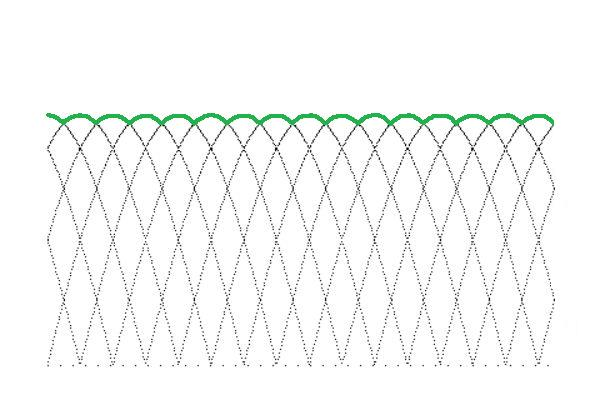
График ЭДС (зелёный) на выходе выпрямителя «шесть параллельных мостов».

Ещё менее известны трёхфазные выпрямители «шесть мостов параллельно» и «шесть мостов последовательно». Они состоят из двух трёхфазных трансформаторов. Первичные обмотки одного из них включаются звездой, другого — треугольником, что создаёт сдвиг фаз в 30°. Шесть вторичных обмоток подключаются к шести мостам (двадцать четыре диода). Мосты могут включаться разными способами, один из них — параллельное включение всех шести мостов. Из-за малых пульсаций выпрямитель по этой схеме соизмерим по массе стали и меди с выпрямителем «три параллельных моста» с дросселем фильтра, сглаживающим пульсации до такого же уровня. Эти выпрямители полномостовые. Они также как и выпрямитель «три параллельных моста» по многим параметрам превосходят и выпрямитель Миткевича и выпрямитель Ларионова. При этом требуются диоды со средним током через один диод почти вчетверо меньшим, чем в схеме Ларионова, и вдвое меньшим, чем в схеме «три параллельных полных моста».
Эта схема позволяет построить выпрямитель большой мощности на элементах малой мощности.
Усредненная ЭДС на выходе выпрямителя «шесть мостов параллельно»
{\displaystyle E_{\text{av}}\approx 0{.}989E_{\text{m}}}.
Трёхфазный выпрямитель «шесть мостов последовательно» имеет наибольшее эквивалентное внутреннее активное сопротивление и может найти применение в источниках высокого напряжения большой мощности, например, в блоках питания промышленных установок электростатической очистки газов.
Усредненная ЭДС на выходе выпрямителя «шесть мостов последовательно»
{\displaystyle E_{\text{av}}\approx 3{.}82E_{\text{m}}}.
Это в два раза больше «трех мостов последовательно».

## Применение
- Дизельэлектровозы (тепловозы)
- Дизельэлектроходы (теплоходы)
- Электротранспорт
- Тяговые подстанции постоянного тока,
- Электропривод прокатных станов, буровых вышек, троллейбусов, трамваев и др.
- Электроснабжение контактного транспорта постоянного тока (метро и др.)
- Электрооборудование автомобиля автомобилей, тракторной техники, водного транспорта, авиации
- Электролизёры получения цветных и редкоземельных металлов электролизом
- Установки опреснения и очистки воды
- Установки электростатической очистки промышленных газов